# Дионска епископска базилика
Дионската епископска базилика (на гръцки: Επισκοπική βασιλική του Δίου) е археологически обект, раннохристиянска църква, катедрален храм на античния македонски град Дион, Гърция.

## История
Базиликата е построена в IV – V век и има две последователни строителни фази. При първата е издигната трикорабна базилика с нартекс, чиито подове са били покрити с геометрични мозайки. Запазени са и фрагменти от стенописи, което означава, че стените са били изписани. На запад има малка триконхална структура, която най-вероятно е първоначалната кръщелня.
Към края на IV век храмът е разрушен от земетресение. Издигнатата над руините нова църква има атриум и кръщелня. Входът е откъм главния път през портик водещ в северната част на атриума, който е обграден с колонади от три страни. Кръщелнята в западната част е имала зидана фасада във формата на малтийски кръст.
- Общ изглед на базиликата от запад
- Кръщелнята на юг от базиликата